# 金伯恩半島戰役 (1855年)
金伯恩半島戰役發生於1855年10月17日，是克里米亞戰爭最後階段的一場兩棲作戰。在戰鬥中，法國海軍和英國皇家海軍的聯合艦隊在巴贊將軍率領的法國地面部隊圍攻俄羅斯海防工事時進行轟炸。三艘法國鐵甲艦擔任了主力，在持續約三個小時的行動中摧毀了大量的俄羅斯堡壘。
這場戰役證明了鐵甲艦的重要作用，引發了法英兩國長達十幾年的海軍軍備競賽，弗朗索瓦·阿希爾·巴贊也因這場戰役出色的登陸指揮獲得英法兩國的一致稱讚。

## 註腳
1. ↑  Wilson, p. 35
2. 1 2  Grant, pp. 121–123